# Taktický urbanismus

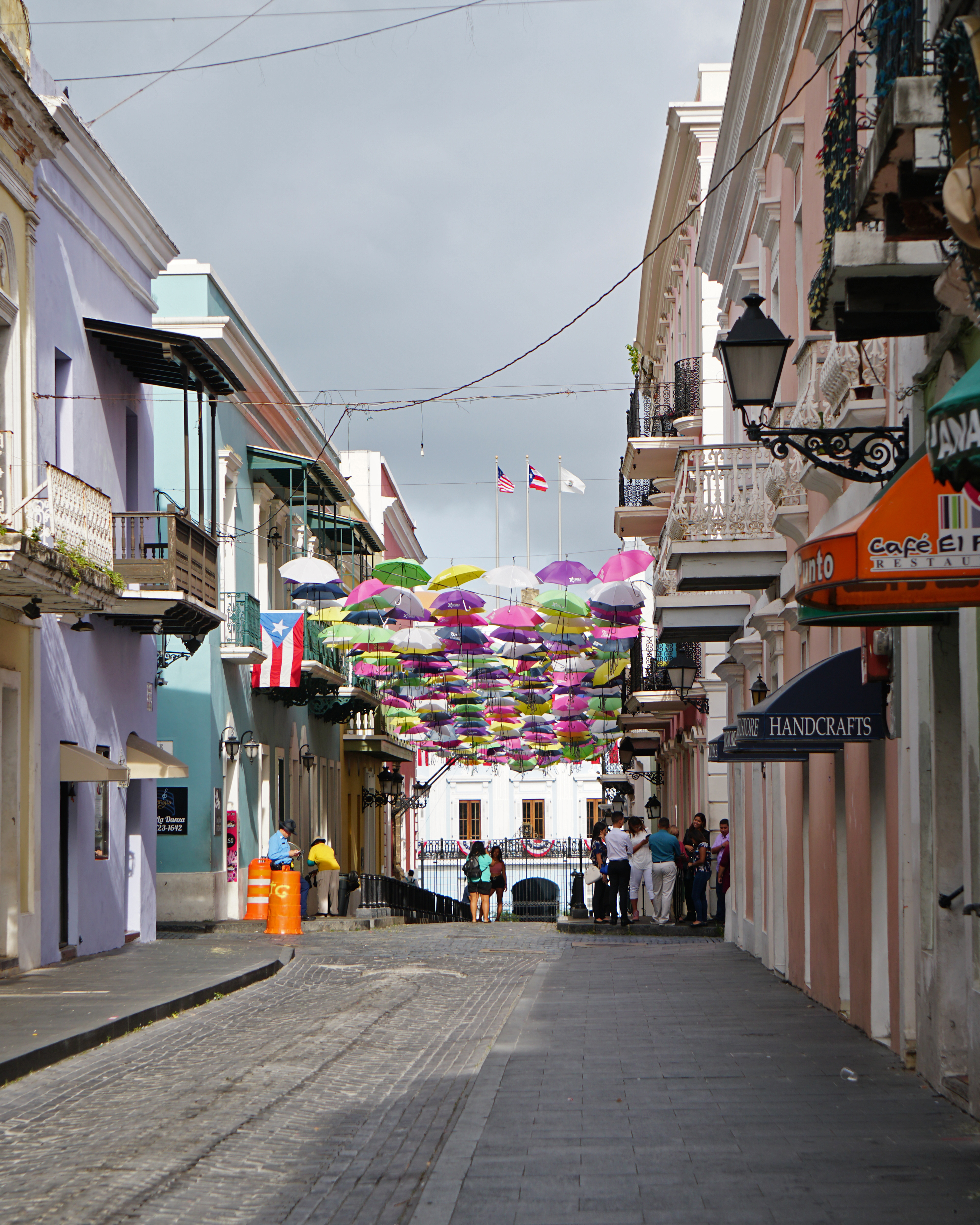
Improvizovaná pouliční dekorace a stínění, San Juan, Portoriko

Taktický urbanismus, označovaný také guerillový urbanismus, pop-up urbanismus, oprava města, kutilský urbanismus, urbánní akupunktura a urbánní prototypování, je nízkonákladová dočasná změna městského prostoru směřující ke zlepšení místního prostředí.
Taktický urbanismus obvykle provádějí občané, ale může být také iniciován institucemi. Dočasné instalace prováděné komunitou často vytvářejí nátlak na vládu či městské orgány, aby instalovaly trvalejší nebo dražší verzi daného zlepšení.

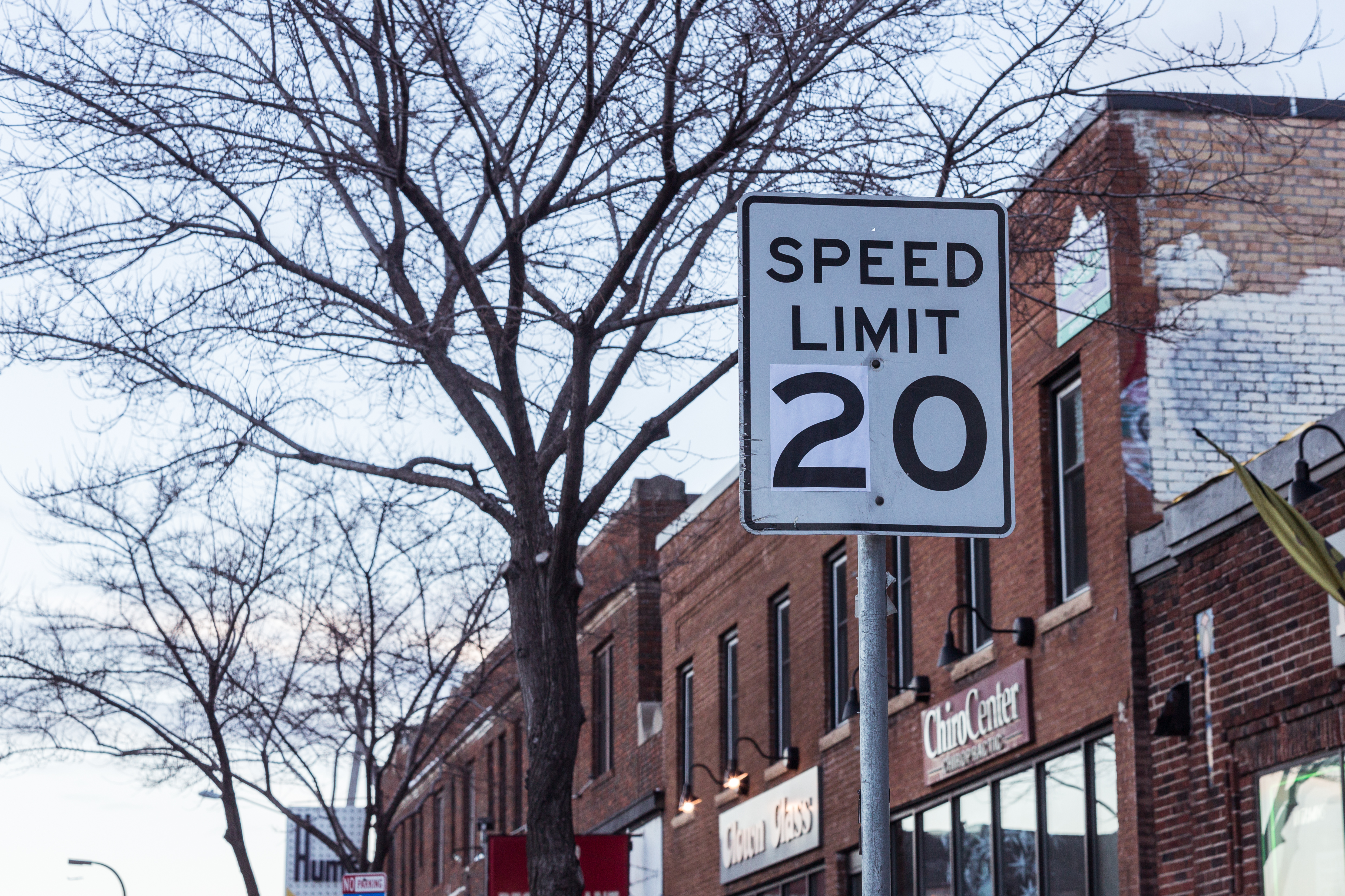
Snižování rychlostních limitů přepisováním dopravních značek je jednou z možností taktického urbanismu

## Definice

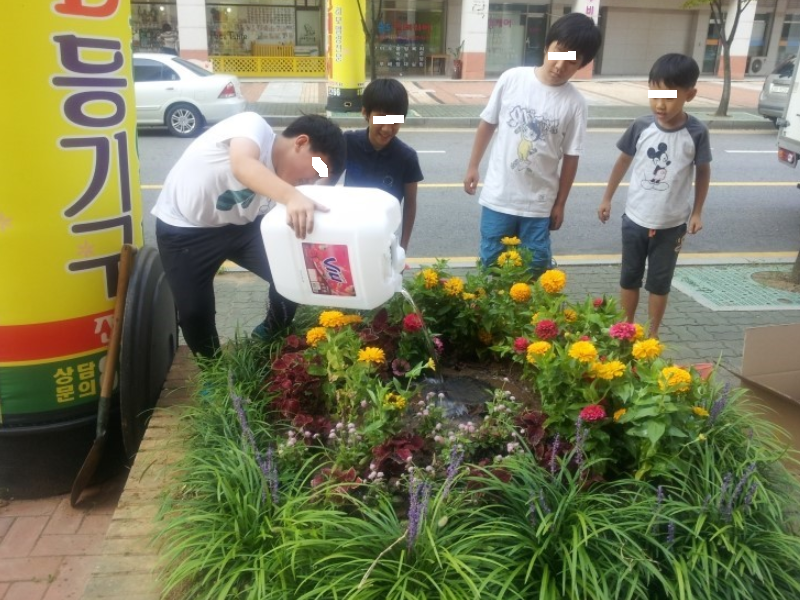
Guerillové zahradničení v Inčchonu v Jižní Koreji

Termín taktický urbanismus se rozšířil kolem roku 2010 a zahrnul řadu existujících technik. The Street Plans Collaborative ho definuje jako přístup k rozvoji města, který se vyznačuje těmito pěti charakteristikami:
1. Záměrný, postupný přístup k vyvolání změny;
2. Nabídka místních řešení pro výzvy místního plánování města;
3. Krátkodobý závazek jako první krok k dlouhodobější změně;
4. Nízké riziko s potenciálně vysokými výnosy; a
5. Rozvoj sociálního kapitálu komunity občanů a budování organizačních vazeb mezi veřejnými a soukromými institucemi, neziskovými organizacemi a jejich složkami.

Anglický překlad knihy The Practice of Everyday Life od francouzského autora Michela de Certeaua z roku 1984 používal termín tactical urbanism. Byl to odkaz na události, ke kterým došlo v Paříži v roce 1968; „taktický urbanismus“, o kterém psal Certeau, byl opakem „strategického urbanismu“, který moderní koncepty taktického urbanismu obvykle neodlišují. Současný význam tohoto termínu se připisuje urbanistovi Miku Lydonovi z New Yorku.
Project for Public Spaces (Projekt pro veřejný prostor) používá k popisu základního přístupu prosazovaného taktickým urbanismem frázi „lehčí, rychlejší, levnější“ (Lighter, Quicker, Cheaper), kterou vytvořil urbanista Eric Reynolds.

## Původ

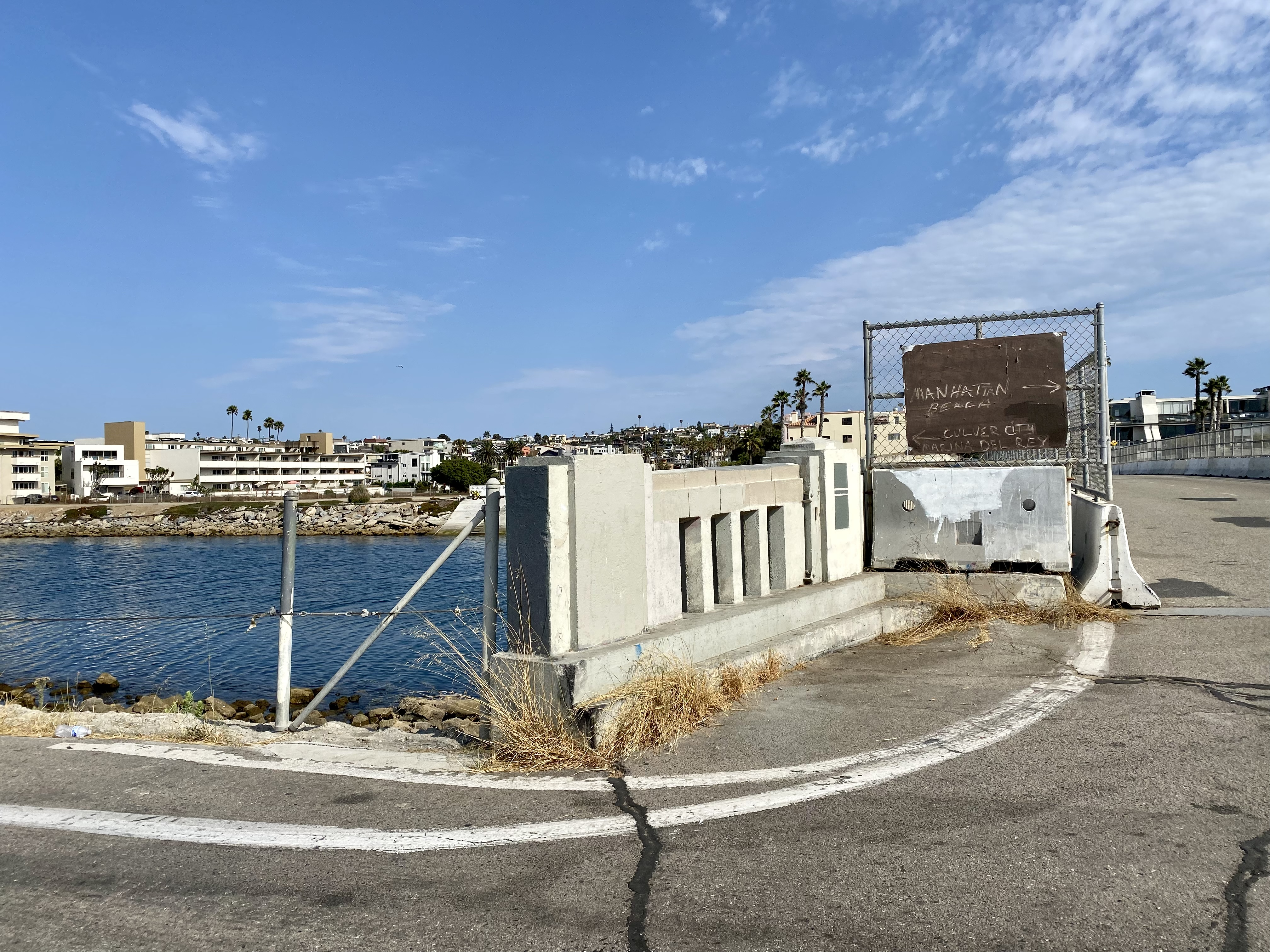
Ručně psané značení cest je typ taktického urbanismu

Hnutí taktického urbanismu se inspirovalo městskými experimenty jako byly Ciclovía, Paris-Plages a zaváděním náměstí a pěších zón v New Yorku během období, kdy byla v čele newyorské dopravy Janette Sadiková-Khanová.
Taktický urbanismus se formálně objevil jako hnutí po setkání skupiny Next Generation of New Urbanist (CNU NextGen) v listopadu 2010 v New Orleansu. Záměrem je umožnit místním obyvatelům, aby sami převzali osobní odpovědnost za vytváření udržitelných budov, ulic, čtvrtí a měst. Po setkání vznikl open-source projekt pod názvem Tactical Urbanism: Short TermAction | Long Term Change, který iniciovala skupina členů NextGen, aby definovala taktický urbanismus a podporovala zásahy ke zlepšení měst, čtvrtí a komunit.

## Typy intervencí

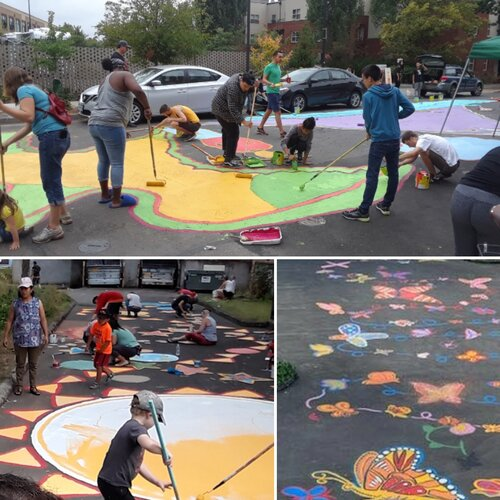
Pouliční malba (Ζωγραφιά Projekt City RePAIR)

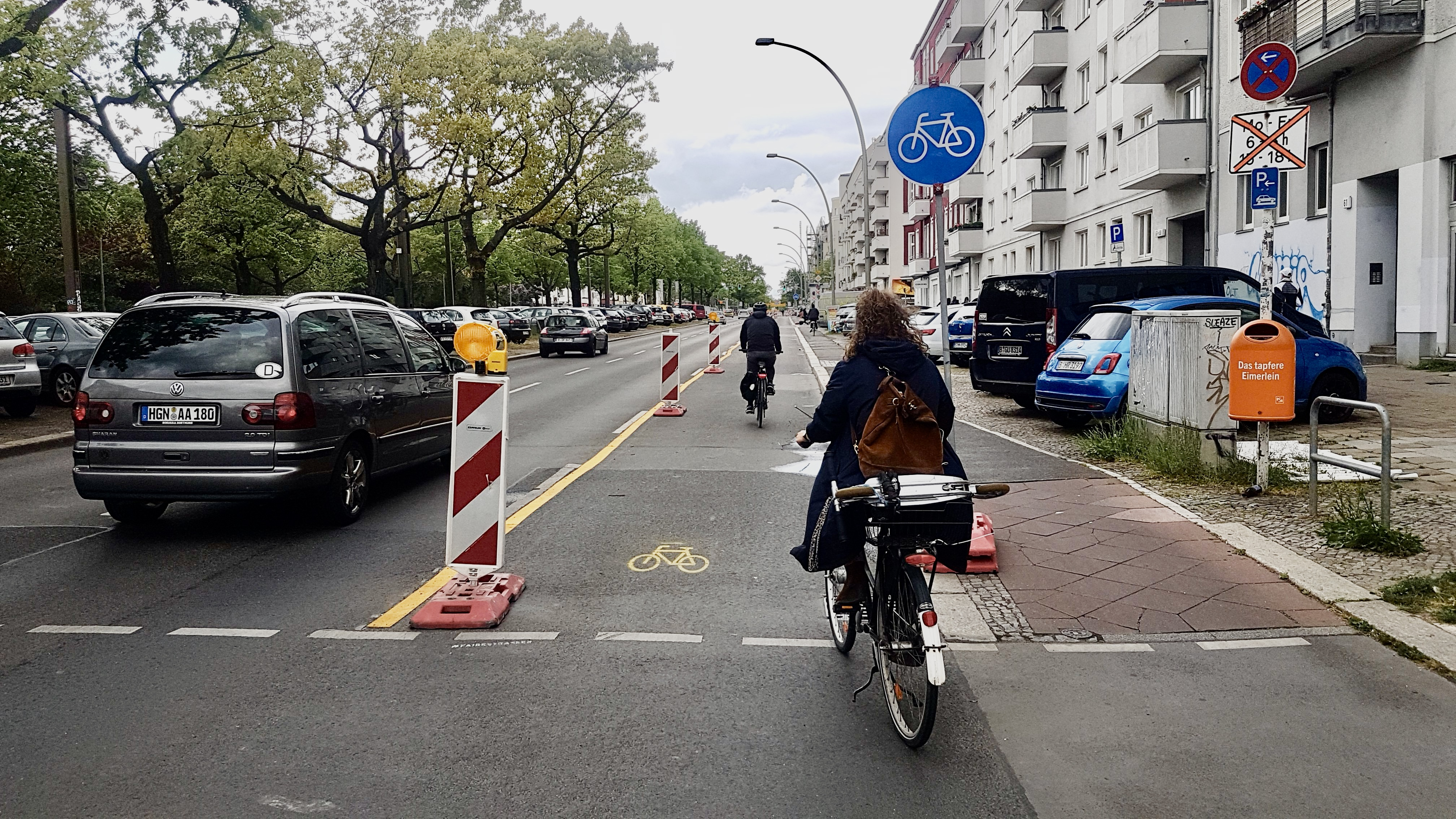
Improvizovaná cyklostezka, Berlín, duben 2020

Projekty taktického urbanismu se výrazně liší co do rozsahu, velikosti, rozpočtu a podpory. Projekty často začínají jako místní zásahy a šíří se do dalších měst a v některých případech jsou později přijaty místními samosprávami jako osvědčené postupy. K typickým zásahům patří:
- Zútulnění ulic – Dočasná transformace ulic s obchody pomocí levných nebo darovaných materiálů a dobrovolníků. Prostory jsou transformovány například pomocí stolků, dočasných cyklostezek a zúžení vozovek.[11]
- Bombardování židlemi – Improvizované veřejné posezení. Židle jsou umístěny v oblastech, které jsou buď tiché, nebo postrádají pohodlné místo k sezení.
- Malování přechodů pro chodce – Guerillové přechody se malují na vozovkách a křižovatkách, kde město nedokázalo zajistit vyznačený přechod pro chodce.[12]
- Odstraňování bariér – Odstranění zbytečných plotů s cílem prolomit bariéry mezi sousedy, zkrášlit komunity a podpořit růst komunity.
- Odstraňování zpevněných ploch – Odstranění zbytečných zpevněných ploch za účelem přeměny cest a parkovišť na zelený prostor, aby se mohla vsakovat dešťová voda a zlepšilo se životní prostředí.[13]
- Trhy potravin – Mobilní prodej potravin z aut nebo stánků slouží k přilákání lidí na málo využívaná veřejná prostranství a nabízí podnikatelům příležitosti k drobnému podnikání.
- Guerillové zahradnictví – Obdělávání půdy, ke které aktivisté nemají zákonná práva, jako jsou opuštěná místa, plochy, o které se nepečuje, nebo soukromý majetek.
- Otevřené ulice – Cílem je dočasně poskytnout bezpečné prostory pro chůzi, jízdu na kole, bruslení a společenské aktivity; podporovat místní hospodářský rozvoj; a zvýšit povědomí o vlivu automobilů na městské prostory. Název „otevřené ulice“ je inspirován jihoamerickou „Ciclovii“, která vznikla v Bogotě . Letní ulice v New Yorku, viadukt Park Avenue

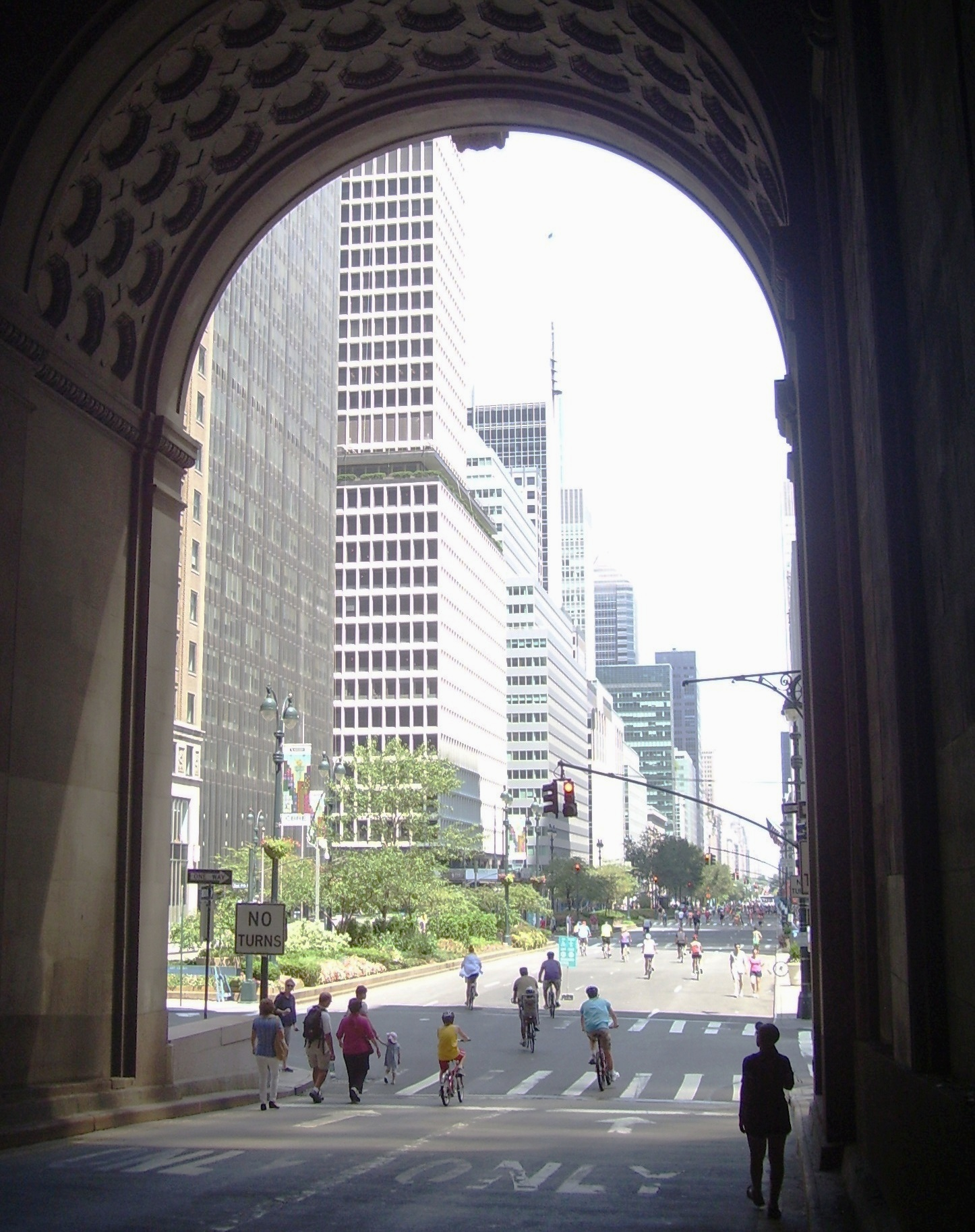
Letní ulice v New Yorku, viadukt Park Avenue

- PARKovací den – Každoroční akce, kdy parkoviště na ulici dostanou parkovou úpravu.[14] Pod názvem Park(ing) Day tuto tradici zahájilo v roce 2005 umělecké a designové studio Rebar.
- Z ulic náměstíčka – Akce původem z New Yorku (Pavement to Plazas) mění ulice na využitelný veřejný prostor. Příkladem je dočasné uzavření náměstí Times Square pro automobilovou dopravu a jeho nízkonákladová přeměna na pěší zónu.[15][16]
- Improvizované venkovní kavárny – Dočasné posezení místo parkovacích míst dočasně sloužící blízké kavárně nebo prostě pro kolemjdoucí. Nejčastěji se používá ve městech, kde jsou úzké chodníky a kde jinak není místo pro venkovní posezení nebo stravování.
- Improvizované parky – Dočasné nebo trvalé zkrášlení málo využívaných prostor na příjemná místa k oddechu.
- Improvizovaný maloobchod – Dočasné maloobchodní prodejny umístěné v prázdných obchodech nebo nemovitostech.
- Chráněné cyklostezky – Cyklostezky se obvykle oddělí od zbytku vozovky rostlinami v květináčích nebo jinými fyzickými překážkami, aby se cyklisté cítili bezpečněji. Někdy tak vzniká cyklopruh i v místech, kde vůbec není vyznačen.

## Příklad pozitivního výsledku v Česku
V roce 2018 se vysazování květin okolo stromů na ulicích Prahy 3 setkalo s nepochopením vedení Městské části Prahy 3 a bylo označeno za nepřípustnou privatizaci veřejného prostoru. Od roku 2021 již Městská část reaguje pozitivně, vypracovala manuál k tomuto typu zkrášlování veřejného prostoru a motivuje občany k jeho rozšiřování.